# George Bergman
Pour les articles homonymes, voir Bergman.
George Mark Bergman, né le 22 juillet 1943 à Brooklyn, New York, est un mathématicien américain.

## Biographie
Il fréquente la Stuyvesant High School à New York et obtient son doctorat de l'université Harvard en 1968, sous la direction de John Tate. L'année précédente, il est nommé professeur adjoint de mathématiques à l'Université de Californie à Berkeley, où il enseigne depuis, avant d'être promu professeur associé en 1974 et professeur en 1978.
Son domaine de recherche principal est l'algèbre, en particulier les anneaux associatifs, l'algèbre universelle, la théorie des catégories et la construction de contre-exemples. La logique mathématique est un domaine de recherche supplémentaire. Bergman prend officiellement sa retraite en 2009, mais enseigne toujours. Ses intérêts au-delà des mathématiques portent sur des sujets aussi divers que la politique des tiers et les travaux de James Joyce.
Il est désigné membre de la classe inaugurale des boursiers de l'American Mathematical Society en 2013.

## Publications
- An Invitation to General Algebra and Universal Constructions, Springer, coll. « Universitext », 2015 (ISBN 978-3-319-11477-4, DOI 10.1007/978-3-319-11478-1) (updated 2016)
- George M. Bergman, Homomorphic images of pro-nilpotent algebras, vol. 55, 2011, 719–748 p. (DOI 10.1215/ijm/1369841782 ), chap. 3
- George M. Bergman, Generating infinite symmetric groups, vol. 38, 2006, 429–440 p. (DOI 10.1112/S0024609305018308, arXiv math/0401304, S2CID 1892679), chap. 3
- (avec Adam O. Hausknecht) Co-groups and co-rings in categories of associative rings, vol. 45, American Mathematical Society Providence, RI, coll. « Mathematical Surveys and Monographs », 1996 (ISBN 0-8218-0495-2)
- George M. Bergman, Embedding rings in completed graded rings 4. Commutative algebras, vol. 84, 1983, 62–106 p. (DOI 10.1016/0021-8693(83)90068-6 ), chap. 1
- George M. Bergman, The diamond lemma for ring theory, vol. 29, 1978, 178–218 p. (DOI 10.1016/0001-8708(78)90010-5 ), chap. 2
- George Bergman, Rational relations and rational identities in division rings. II, vol. 43, 1976, 267–297 p. (DOI 10.1016/0021-8693(76)90160-5 ), chap. 1
- George M. Bergman, Coproducts and some universal ring constructions, vol. 200, 1974, 33–88 p. (DOI 10.1090/S0002-9947-1974-0357503-7 )